# Auto Union 1000
O Auto Union 1000 é um automóvel com tração dianteira fabricado pela Auto Union GmbH entre 1958 e 1965. Foi o primeiro (e em muitos mercados o último) modelo marcado como Auto Union pelo fabricante desde a década de 1930; ele substituiu o DKW 3=6, embora este último tenha continuado em produção até o final de 1959. Os dois carros eram amplamente semelhantes, mas o novo carro teve seu motor de dois tempos ampliado para 981 cc, gerando um aumento de potência de 10% a 37% (dependendo do modelo).